# Devin Harris
Devin Harris (* 27. února 1983, Milwaukee, Wisconsin, USA) je profesionální americký basketbalista, hrající v týmu Dallas Mavericks v NBA.
Draftován byl Washingtonem v roce 2004 jako celkově 5. v pořadí.

## Kariéra v NBA
- 2004–2008	Dallas Mavericks
- 2008–2011	New Jersey Nets
- 2011–2012	Utah Jazz
- 2012–2013	Atlanta Hawks
- od 2013	Dallas Mavericks